# Dwayne Johnson

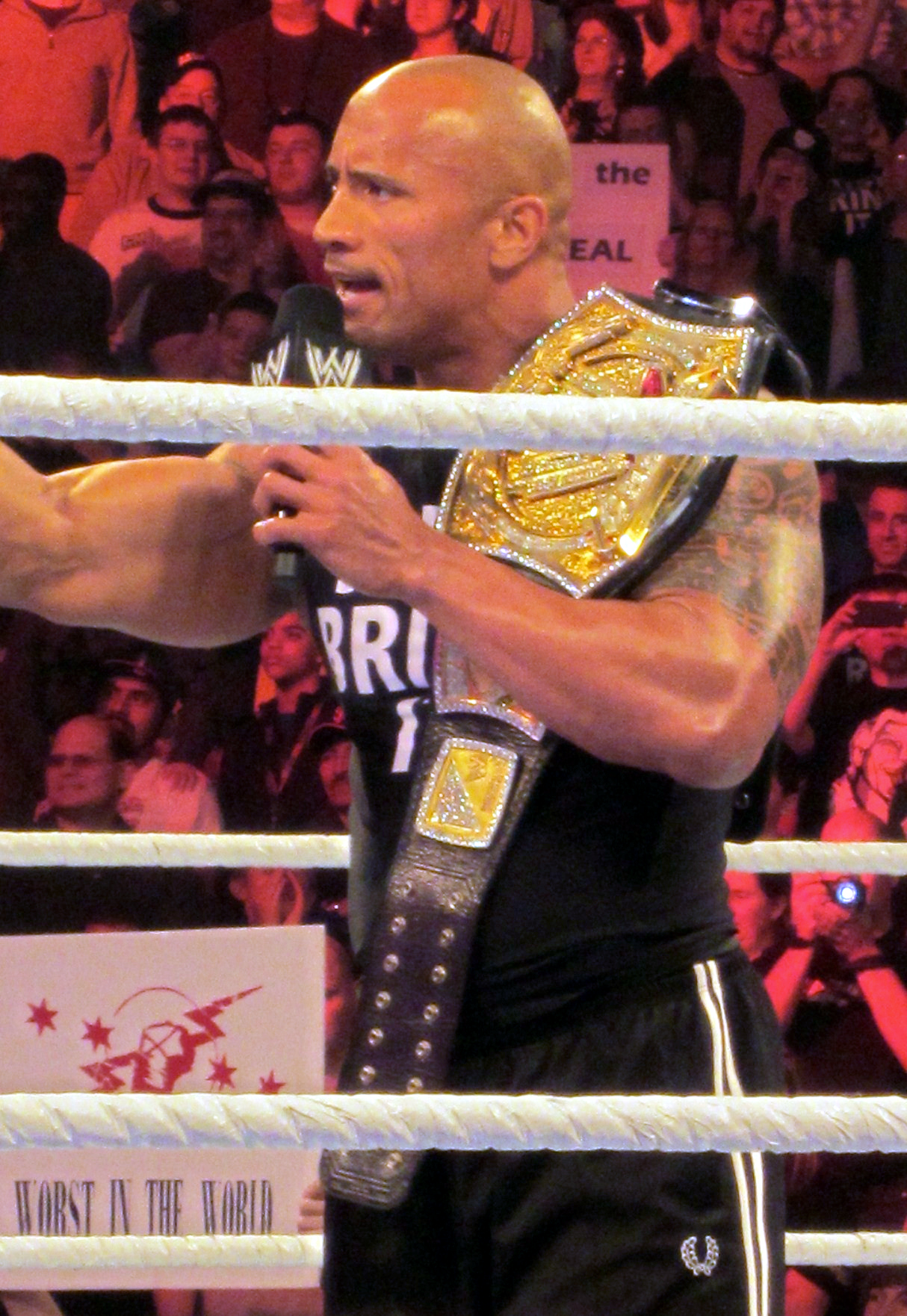
WWE bajnok 2013

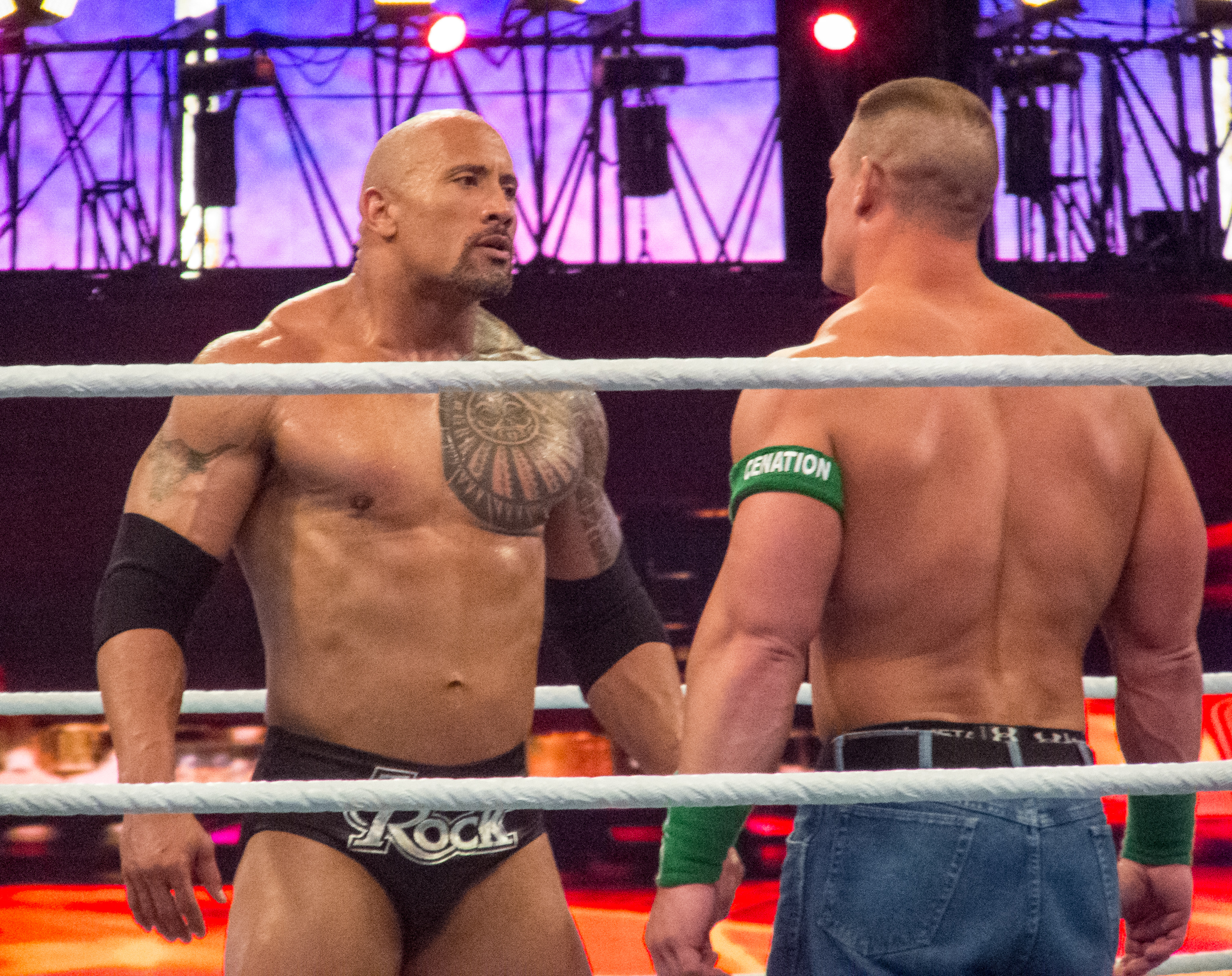
The Rock vs John Cena

Dwayne Douglas Johnson (becenevén The Rock, vagyis A Szikla) (Hayward, Kalifornia, 1972. május 2. –) szamoai származású amerikai színész, producer, üzletember, testépítő és visszavonult profi pankrátor.

## Gyermekkora és tanulmányai
Kaliforniában született Ata és Wayde Bowles fiaként. Apai ágról afroamerikai, anyai ágról polinéz származású. Hawaiin, Honoluluban nőtt fel, de rövid ideig élt Új-Zélandon, Aucklandben az édesanyja polinéz családjánál. A 11. évfolyamot már a pennsylvaniai Bethlehemben kezdte meg. Itt kezdett el futballozni és az atlétikai csapat tagja is volt. Később Floridába költözött, ahol teljes ösztöndíjjal felvételt nyert az egyetemre. Itt ismerkedett meg későbbi feleségével. Dwayne az iskolai focicsapat, a Miami hurrikánok sztárja volt és 1991-ben a miami egyetemek nemzeti bajnokságán is részt vett. Játszott a Kanadai Nemzeti Ligában a Calgary Stemeders csapatában, de két hónap után térdsérülés miatt be kellett fejeznie a szezont és így elszalasztotta az NFL-ben való szereplést is.
1995-ben kriminológia és fiziológia szakon fejezte be az egyetemet. Ezután úgy döntött, hogy apja Rocky Johnson és nagyapja, Peter Maivia nyomdokaiba lép, és birkózó lesz. A WWE – eredeti nevén WWF- pankrátoraként szerzett hírnevet. 1996 és 2004 között ő volt az első harmadik generációs szupersztár a cég történetében. Két évvel azután, hogy csatlakozott a WWF-hez, meg is nyerte a bajnokságot. Dwayne lett a legnépszerűbb sportolója és a cég reklámarca. Származására való tekintettel 2004-ben egy tradicionális szamoai tetoválást készíttetett a bal felkarjára.

## Színészi pályafutása
Első filmes szerepeit televíziós sorozatokban kapta: az Azok a 70-es évek show-ban saját apját, Rocky Johnsont játszotta, de szerepelt a Star Trek: Voyager és A hálózat csapdájában egy-egy epizódjában is. 2001-ben debütált a mozivásznon A múmia visszatérben. A Skorpiókirály című film első forgatási napja után a rendező született akcióhősnek nevezte, mondván, hogy "Ez a fickó mindent tud.". Birkózói tapasztalatát hasznosítani tudta a munka során. Az összes kaszkadőrjelenetben ő maga látható. Ezeket két újabb akció követte, Az Amazonas kincse, amiben Seann William Scott mellett játssza a főszerepet és amiért jelölték az MTV Movie Award díjára, majd az Emelt fővel című thriller. 2005-ben Arnold Schwarzenegger utódjaként kezdték el emlegetni.
Mellékszereplőként feltűnt a Csak lazán! című vígjátékban, majd az azonos című számítógépes játékból készült Doom című sci-fi-horrorban. 2006-ban a A káosz birodalmában újfent főszerepet kapott, partnerei Seann William Scott és Sarah Michelle Gellar voltak.
A 2006-ban a mozikba kerülő Erőpróbában egy javítóintézet felügyelője, aki a fiatalokat felelősségtudatra, kitartásra és önuralomra próbálja nevelni, így összehoz egy futballcsapatot, hogy a szezonon való indulást célként kitűzve kihívás elé állíthassa őket. 2007-ben a Disney családi komédiájában, a Gyerekjátékban egy menő focicsapat sztárhátvédjét alakítja, akinek életében egyik pillanatról a másikra feltűnik a kislánya, akiről addig nem is tudott.
A Zsenikém – Az ügynök haláli című vígjátékban mellékszereplő volt. 2007-ben bekerült a Guinness Rekordok Könyvébe, mint élete első főszerepéért legnagyobb fizetést bezsebelő (5,5 millió amerikai dollár) színész. 2008-ban jelölték a "Kedvenc filmszínész" címérére a Nickelodeon Kids' Choice Awardson, de helyette Johnny Depp kapta meg, A Karib-tenger kalózai: A világ végén című filmjéért. 2009-ben az 51-es bolygó című animációs filmben Chuck Baker figurájának kölcsönözte a hangját. Ebben az évben földönkívüli gyerekeket fuvarozó taxisofőrként játszott a Boszorkány-hegy című kalandfilmben. 2010-ben főszerepet alakított a Rohanás és a Fogtündér című mozikban és egy kameo-alakításban a Pancser Police-ban Samuel L. Jackson, Will Ferrell és Mark Wahlberg oldalán. 2011-ben a Halálos iramban: Ötödik sebesség című filmben tűnt fel, valamint 2013-ban a Halálos iramban hatodik részében, mindkettőben Vin Diesel és Paul Walker a partnere.

## Sportolói pályafutása
1996-ban a Survivor Series-ben debütált Rocky Maivia néven, amit a híres felmenői előtt való tisztelgésből az édesapja "Rocky Johnson" és nagyapja, Peter Maivia neveiből alkotott meg. 1997 februárjában megnyerte a WWE Nemzetközi Bajnoki övét Triple H ellen. Ugyanezen év áprilisában Owen Hart ellen el is veszítette, ezért rövid szünetet tartott. Nyáron már „The Rock” néven tért vissza. 1997-től 2001-ig az Interkontinentális- és nehézsúlyú világbajnoki címet többször is megnyerte.

### Eredményei
- USWA Tag Team Világbajnok (2x) – Csapattársa: Bart Sawyer
- WCW Világbajnok (2x)
  - 2001. augusztus 19.: SummerSlam-en "Booker T" ellen.
  - 2001. november 5.: RAW adásban Chris Jericho ellen.
- WWF/WWE Bajnok (8x)
  - 1998. november 15.: Survivor Series-en.
  - 1999. január 24.: Royal Rumble rendezvényen legyőzte Mankind-et.
  - 1999. február 15.: Raw létrameccsen legyőzte Mankind-et.
  - 2000. április 30.: Backlash rendezvényen.
  - 2000, június 25.: King of the Ring rendezvényen, 6 fős Tag Team meccsen.
  - 2001. február 25.: No Way Out rendezvényen legyőzte Kurt Angle-t.
  - 2002. július 21.: Vengeance rendezvényen, Kurt Angle és The Undertaker ellen.
  - 2013. január 27.: Royal Rumble rendezvényen CM Punk ellen.
- WWF Interkontinentális Bajnok (2x)
  - 1997. február 13.: RAW adásban Triple H ellen.
  - 1997. december 8.: RAW adásban Stone Cold Steve Austin ellen.
- WWF Tag Team Bajnok (5x) – Csapattársai: Mankind (3x), The Undertaker (1x), Chris Jericho (1x)
- Royal Rumble győzelem (2000)

## Magánélete
Dany Garciával 1997-ben kötött házasságot. Dany 1992-ben diplomázott a miami egyetemen. Egy lányuk van, Simone Alexandra, aki 2001 augusztusában jött világra. 10 év házasság után, 2007 júniusában úgy döntöttek, hogy békésen, barátságban elválnak.
2000-ben részt vett egy politikai kampányban, amivel a fiatalokat kívánták a szavazásokon való részvételre buzdítani.
Mivel édesanyja, Ata Fitisemanu Maivia királyi vért hordoz magában, 2004-ben egy Szamoán tett látogatása során a szamoai király, Malietoa Tanumafili II nemesi címet adományozott Johnsonnak elismerésükként a szamoai nép iránti elkötelezettségéért. Dwayne támogatja Szamoa nemzeti rögbicsapatát, akiknek mezén a "The Rock" felirat látható.
2006-ban jött létre a Dwayne Johnson Rock Alapítvány, amely a halálos beteg gyermekekért végzett közhasznú munkájáról ismert. Egy évvel később ő és felesége 1 millió dollárt adományozott a miami egyetemnek, hogy felújíthassák a labdarúgó létesítményeket. Az atlétikai tanszék korábban nem kapott még ekkorra adományt egykori sportolójától. A tiszteletére át is nevezték a Hurrikánok öltözőjét.
Dwayne jó barátja az egykori színész, Kalifornia volt kormányzója, Arnold Schwarzenegger, a X-Men filmek főszereplője, Hugh Jackman és Michael Clarke Duncan volt.
Három lánya született: Simone Johnson (2001-ben, az első feleségétől), Jasmine Johnson (2015-ben, a második feleségétől) és Tiana Gia Johnson (2018-ban, szintén a második feleségétől).

## Filmográfia

### Film
| Év   | Magyar cím                          | Eredeti cím                           | Szerep                                                    | Magyar hang          | Rendező                      |
| ---- | ----------------------------------- | ------------------------------------- | --------------------------------------------------------- | -------------------- | ---------------------------- |
| 2001 | A múmia visszatér                   | The Mummy Returns                     | Mathayus / Skorpiókirály                                  | eredeti nyelven      | Stephen Sommers              |
| 2002 | A Skorpiókirály                     | The Scorpion King                     | Mathayus / Skorpiókirály                                  | Selmeczi Roland      | Chuck Russell                |
| 2003 | Az Amazonas kincse                  | The Rundown                           | Beck                                                      | Gesztesi Károly      | Peter Berg                   |
| 2004 | Emelt fővel                         | Walking Tall                          | Chris Vaughn                                              | Viczián Ottó         | Kevin Bray                   |
| 2005 | Csak lazán!                         | Be cool                               | Elliot Wilhelm                                            | Galambos Péter       | F. Gary Gray (1.)            |
| 2005 | Doom                                | Doom                                  | Asher „Sarge” Mahonin őrmester                            | Csík Csaba Krisztián | Andrzej Bartkowiak           |
| 2006 | A káosz birodalma                   | Southland Tales                       | Boxer Santaros / Jericho Cane                             | Galambos Péter       | Richard Kelly                |
| 2006 | Erőpróba                            | Gridiron Gang                         | Sean Porter                                               | Fekete Ernő          | Phil Joanou                  |
| 2007 | Zsaruk bevetésen – A film           | Reno 911!: Miami                      | Rick Smith ügynök (cameo)                                 | Galambos Péter       | Robert Ben Garant            |
| 2007 | Gyerekjáték                         | The Game Plan                         | Joseph „Joe” Kingman                                      | Galambos Péter       | Andy Fickman (1.)            |
| 2008 | Zsenikém – Az ügynök haláli         | Get Smart                             | 23-as ügynök                                              | Haás Vander Péter    | Peter Segal                  |
| 2009 | A Boszorkány-hegy                   | Race to Witch Mountain                | Jack Bruno                                                | Barabás Kiss Zoltán  | Andy Fickman (2.)            |
| 2009 | 51-es bolygó                        | Planet 51                             | Charles T. Baker kapitány (hangja)                        | Széles Tamás         | Marcos Martinez              |
| 2010 | Már megint Te?!                     | You Again                             | Légi marsall (cameo)                                      | Zámbori Soma         | Andy Fickman (3.)            |
| 2010 | Fogtündér                           | Tooth Fairy                           | Derek Thompson                                            | Galambos Péter       | Michael Lembeck              |
| 2010 | Pancser Police                      | The Other Guys                        | Christopher Danson nyomozó                                | Galambos Péter       | Adam McKay                   |
| 2010 | Rohanás                             | Faster                                | James Cullen / Sofőr                                      | Galambos Péter       | George Tillman Jr.           |
| 2010 | Miért nősültem meg? 2.              | Why Did I Get Married Too?            | Daniel Franklin (cameo)                                   | Galambos Péter       | Tyler Perry                  |
| 2011 | Halálos iramban: Ötödik sebesség    | Fast Five                             | Luke Hobbs                                                | Schneider Zoltán     | Justin Lin (1.)              |
| 2012 | Utazás a rejtélyes szigetre         | Journey 2: The Mysterious Island      | Hank Parsons                                              | Maday Gábor          | Brad Peyton (1.)             |
| 2013 | Halálos iramban 6.                  | Fast & Furious 6                      | Luke Hobbs                                                | Schneider Zoltán     | Justin Lin (2.)              |
| 2013 | Csapda                              | Snitch                                | John Matthews                                             | Kamarás Iván         | Ric Roman Waugh              |
| 2013 | G.I. Joe: Megtorlás                 | G.I. Joe 2: Retaliation               | Barikád / Marvin F. Hinton                                | Bognár Tamás         | Jon M. Chu (1.)              |
| 2013 | Tuti szajré                         | Empire State                          | James Ransome nyomozó                                     | Galambos Péter       | Dito Montiel                 |
| 2013 | Pain & Gain                         | Pain & Gain                           | Paul Doyle                                                | Galambos Péter       | Michael Bay                  |
| 2014 | Herkules                            | Hercules                              | Hercules                                                  | Galambos Péter       | Brett Ratner                 |
| 2015 | Halálos iramban 7.                  | Furious 7                             | Luke Hobbs                                                | Schneider Zoltán     | James Wan                    |
| 2015 | Törésvonal                          | San Andreas                           | Ray Gaines                                                | Galambos Péter       | Brad Peyton (2.)             |
| 2015 | Jem and the Holograms               | Jem and the Holograms                 | önmaga (cameo)                                            | Barabás Kiss Zoltán  | Jon M. Chu (2.)              |
| 2016 | Vaiana                              | Moana                                 | Maui (hangja)                                             | Barabás Kiss Zoltán  | Ron Clements                 |
| 2016 | Vaiana                              | Moana                                 | Maui (hangja)                                             | Barabás Kiss Zoltán  | John Musker                  |
| 2016 | Központi hírszerzés                 | Central Intelligence                  | Bob Stone / Robbie Fúrgyík                                | Galambos Péter       | Rawson Marshall Thurber (1.) |
| 2017 | Halálos iramban 8.                  | The Fate of the Furious               | Luke Hobbs                                                | Schneider Zoltán     | F. Gary Gray (2.)            |
| 2017 | Baywatch                            | Baywatch                              | Mitch Buchannon                                           | Galambos Péter       | Seth Gordon                  |
| 2017 | Jumanji – Vár a dzsungel            | Jumanji: Welcome to the Jungle        | Dr. Xander „Smolder” Bravestone                           | Galambos Péter       | Jake Kasdan (1.)             |
| 2018 | Rampage – Tombolás                  | Rampage                               | Davis Okoye primatológus                                  | Galambos Péter       | Brad Peyton (3.)             |
| 2018 | Felhőkarcoló                        | Skyscraper                            | Will Sawyer                                               | Galambos Péter       | Rawson Marshall Thurber (2.) |
| 2019 | Családi bunyó                       | Fighting with My Family               | önmaga                                                    | Galambos Péter       | Stephen Merchant             |
| 2019 | Halálos iramban: Hobbs & Shaw       | Fast & Furious presents: Hobbs & Shaw | Luke Hobbs                                                | Schneider Zoltán     | David Leitch                 |
| 2019 | Jumanji – A következő szint         | Jumanji: The Next Level               | Dr. Xander „Smolder” Bravestone                           | Galambos Péter       | Jake Kasdan (2.)             |
| 2021 | Dzsungeltúra                        | Jungle Cruise                         | Francisco Lopez de Heredia / Frank Skipper Wolff kapitány | Galambos Péter       | Jaume Collet-Serra (1.)      |
| 2021 | Free Guy                            | Free Guy                              | bankrabló (cameo hangja)                                  | Schneider Zoltán     | Shawn Levy                   |
| 2021 | Különösen veszélyes bűnözők         | Red Notice                            | John Harley különleges ügynök                             | Galambos Péter       | Rawson Marshall Thurber (3.) |
| 2022 | DC Szuperállatok Ligája             | DC League of Super-Pets               | Krypto, a szuperkutya (hangja)                            | Galambos Péter       | Jared Stern                  |
| 2022 | Black Adam                          | Black Adam                            | Teth Adam / Black Adam                                    | Galambos Péter       | Jaume Collet-Serra (2.)      |
| 2023 | Halálos iramban 10.                 | Fast X                                | Luke Hobbs (cameo)                                        | Schneider Zoltán     | Louis Leterrier              |
| 2023 | Volt egyszer egy stúdió (rövidfilm) | Once Upon a Studio                    | Maui (hangja)                                             | Barabás Kiss Zoltán  | Dan Abraham                  |
| 2023 | Volt egyszer egy stúdió (rövidfilm) | Once Upon a Studio                    | Maui (hangja)                                             | Barabás Kiss Zoltán  | Trent Correy                 |
| 2024 | A hullahó-akció                     | Red One                               | Callum Drift                                              | Galambos Péter       | Jake Kasdan (3.)             |
| 2024 | Vaiana 2.                           | Moana 2                               | Maui (hangja)                                             | Barabás Kiss Zoltán  | Jason Hand                   |
| 2024 | Vaiana 2.                           | Moana 2                               | Maui (hangja)                                             | Barabás Kiss Zoltán  | Dana Ledoux Miller           |
| 2024 | Vaiana 2.                           | Moana 2                               | Maui (hangja)                                             | Barabás Kiss Zoltán  | David Derrick Jr.            |
| 2025 |                                     | The Smashing Machine                  | Mark Kerr                                                 |                      | Benny Safdie                 |

### Televízió
| Év        | Magyar cím                              | Eredeti cím              | Szerep                  | Megjegyzések                                                    |
| --------- | --------------------------------------- | ------------------------ | ----------------------- | --------------------------------------------------------------- |
| 1999      | Azok a 70-es évek show                  | That '70s Show           | Rocky Johnson           | 1 epizód                                                        |
| 1999      | A hálózat csapdájában                   | The Net                  | Brody                   | 1 epizód                                                        |
| 2000      | Star Trek: Voyager                      | Star Trek: Voyager       | A bajnok                | 1 epizód                                                        |
| 2000–2017 | Saturday Night Live                     | Saturday Night Live      | önmaga                  | házigazda (5 epizód)                                            |
| 2007      |                                         | Cory in the House        | önmaga                  | 1 epizód                                                        |
| 2007      | Hannah Montana                          | Hannah Montana           | önmaga                  | 1 epizód                                                        |
| 2009      | Varázslók a Waverly helyből             | Wizards of Waverly Place | önmaga                  | 1 epizód                                                        |
| 2009      | 2009-es Nickelodeon Kids’ Choice Awards | 2009 Kids' Choice Awards | önmaga / házigazda      | különkiadás                                                     |
| 2010      | Family Guy                              | Family Guy               | önmaga                  | 1 epizód                                                        |
| 2010      | Transformers: Prime                     | Transformers: Prime      | Cliffjumper (hangja)    | 1 epizód                                                        |
| 2013      |                                         | The Hero                 | önmaga                  | házigazda és vezető producer                                    |
| 2014-2015 |                                         | Wake Up Call             | önmaga                  | házigazda és vezető producer                                    |
| 2015      | Playback párbaj                         | Lip Sync Battle          | önmaga                  | 1 epizód                                                        |
| 2015–2019 | Nagypályások                            | Ballers                  | Spencer Strasmore       | - 47 epizód - vezető producer - magyar hangja: - Galambos Péter |
| 2016      | 2016-os MTV Movie Awards                | 2016 MTV Movie Awards    | önmaga / társ-házigazda | különkiadás                                                     |
| 2017      |                                         | Lifeline                 | önmaga                  | 1 epizód (vezető producer)                                      |
| 2019–2020 |                                         | The Titan Games          | önmaga / házigazda      | megalkotó és vezető producer                                    |
| 2021      |                                         | Behind the Attraction    | önmaga                  | 1 epizód (vezető producer)                                      |
| 2021–2023 |                                         | Young Rock               | önmaga (narrátor)       | megalkotó és vezető producer                                    |

## Díjak és jelölések
- A múmia visszatér (2001) – megnyerte – Teen Choice Awards a film főgonoszának
- A Skorpiókirály (2002) – jelölve – Teen Choice Awards a választott akciófilm színésznek
- Az Amazonas kincse (2003) – jelölve – MTV Movie Award a legjobb küzdelmi jelenetért
- Doom (2005) – Jelölve – Fangoria Chainsaw Award a legvéresebb
 győzelemért (Legjobb harc jelenet) (Karl Urbannal)
- Gyerekjáték (2007) – Jelölve – Kids Choice Awards a kedvenc filmszínésznek
- Zsenikém – Az ügynök haláli (2008) – jelölve – MTV Movie Awards a legjobb negatív szereplőnek
- Fogtündér (2010) – jelölve – Kids Choice Awards a kedvenc filmszínésznek
- Rohanás (2010) – jelölve – Teen Choice Awards a választott akciófilm színésznek
- Halálos iramban: Ötödik sebesség (2011) – jelölve – Teen Choice Awards a választott akciófilm színésznek
- Utazás a rejtélyes szigetre (2012) – Megnyerte – Kids Choice Awards a kedvenc férfi választottnak
- Halálos iramban 6. (2013) – jelölve – Teen Choice Awards a választott filmszínésznek
- G.I. Joe: Megtorlás (2013) – jelölve – Teen Choice Awards a választott akciófilm színésznek
jelölve – Kids Choice Awards kedvenc férfi választottnak
- Herkules (2014) – jelölve – Teen Choice Awards a választott filmsztárnak
- Törésvonal (2015) – jelölve – MTV Movie Award a legjobb színésznek
jelölve – MTV Movie Awards a legjobb akcióteljesítményért
jelölve – Teen Choice Awards a filmszínésznek
jelölve – Peoples Choice Award a kedvenc akciófilm színésznek
- Vaiana (2016) – jelölve – NAACP Image Awards a kiemelkedő szinkronhang
 teljesítményért – (televízió vagy film)
jelölve – Kids Choice Award a legjobb hangzásért az animált filmben
jelölve – Black Reel Award a kiemelkedő szinkronhangért
Megnyerte – Teen Choice Awards a fantasztikus filmszínésznek
- Központi hírszerzés (2016) – megnyerte – Kids Choice Award a kedvenc legjobb barátnak (Kevin Hart)
jelölve – Teen Choice Awards a legjobb filmszínésznek
jelölve – Critics Choice Award a legjobb vígjátékszínésznek
jelölve – Peoples Choice Award a kedvenc komikus filmszínésznek
- Halálos iramban 8. (2017) – jelölve – Teen Choice Awards az akciófilm színésznek.
- Baywatch – jelölve – Teen Choice Awards a komikus filmszínésznek
- Jumanji – Vár a dzsungel – megnyerte – Kids Choice díj a legjobb filmszínésznek

## Címei
- United States Wrestling Association
  - 2x USWA Tag Team Championship
- World Wrestling Entertainment / Federation
  - 5x World Tag Team Championship (WWE)|WWF Tag Team Championship
  - 2x WWE Intercontinental Championship|WWF Intercontinental Champion
  - 8x WWE Championship|WWF Championship / WWE Undisputed Championship
  - 2x WCW World Heavyweight Championship

## Fordítás
- Ez a szócikk részben vagy egészben  a   Dwayne_Johnson című angol Wikipédia-szócikk fordításán alapul.  Az eredeti cikk szerkesztőit annak laptörténete sorolja fel. Ez a jelzés csupán a megfogalmazás eredetét és a szerzői jogokat jelzi, nem szolgál a cikkben szereplő információk forrásmegjelöléseként.